# Ronde van Italië 2019/Achttiende etappe
De achttiende etappe van de Ronde van Italië 2019 is een rit over 220 kilometer tussen Valdaora/Olang en Santa Maria di Sala. De etappe liep over dalend terrein en was de laatste kans voor de sprinters om te gaan voor de zege. Uiteindelijk verrekende het peloton zich en hield vluchter Damiano Cima een paar fietslengtes over op het sprintende peloton.
| Valdaora / Olang – Santa Maria di Sala (220 km) |                  |                             |          |
| Plaats                                          | Naam             | Ploeg                       | Tijd     |
| 1                                               | Damiano Cima     | Nippo-Vini Fantini-Faizanè  | 4u56'04" |
| 2                                               | Pascal Ackermann | BORA-hansgrohe              | z.t.     |
| 3                                               | Simone Consonni  | UAE Team Emirates           | z.t.     |
| 4                                               | Florian Sénéchal | Deceuninck–Quick-Step       | z.t.     |
| 5                                               | Ryan Gibbons     | Team Dimension Data         | z.t.     |
| 6                                               | Manuel Belletti  | Androni Giocattoli-Sidermec | z.t.     |
| 7                                               | Davide Cimolai   | Israel Cycling Academy      | z.t.     |
| 8                                               | Arnaud Démare    | Groupama-FDJ                | z.t.     |
| 9                                               | Sean Bennett     | EF Education First          | z.t.     |
| 10                                              | Mirco Maestri    | Bardiani CSF                | z.t.     |
|                                                 |                  |                             |          |
| 19                                              | Jenthe Biermans  | Team Katjoesja Alpecin      | z.t.     |
| 27                                              | Jos van Emden    | Team Jumbo-Visma            | z.t.     |

| Algemeen klassement |                    |                       |            |
| Plaats              | Naam               | Ploeg                 | Tijd       |
| Roze trui           | Richard Carapaz    | Movistar Team         | 74u48'18"  |
| 2                   | Vincenzo Nibali    | Bahrain-Merida        | + 1'54"    |
| 3                   | Primož Roglič      | Team Jumbo-Visma      | + 2'16"    |
| 4                   | Mikel Landa        | Movistar Team         | + 3'03"    |
| 5                   | Bauke Mollema      | Trek-Segafredo        | + 5'07"    |
| 6                   | Miguel Ángel López | Astana Pro Team       | + 6'17"    |
| 7                   | Rafał Majka        | BORA-hansgrohe        | + 6'48"    |
| 8                   | Simon Yates        | Mitchelton-Scott      | + 7'13"    |
| 9                   | Pavel Sivakov      | Team INEOS            | + 8'21"    |
| 10                  | Davide Formolo     | BORA-hansgrohe        | + 8'59"    |
|                     |                    |                       |            |
| 35                  | Pieter Serry       | Deceuninck–Quick-Step | + 1u06'17" |

1e etappe ·
2e etappe ·
3e etappe ·
4e etappe ·
5e etappe ·
6e etappe ·
7e etappe ·
8e etappe ·
9e etappe ·
10e etappe ·
11e etappe ·
12e etappe ·
13e etappe ·
14e etappe ·
15e etappe ·
16e etappe ·
17e etappe ·
18e etappe ·
19e etappe ·
20e etappe ·
21e etappe
Startlijst · Eindstanden · Afbeeldingen